# Metatrioza
Metatrioza är ett släkte av insekter. Metatrioza ingår i familjen spetsbladloppor.
Kladogram enligt Catalogue of Life:
| Metatrioza | \| \| Metatrioza neotriozella \| \| \| \| \| \| Metatrioza pubescens \| \| \| \| |
|            | \| \| Metatrioza neotriozella \| \| \| \| \| \| Metatrioza pubescens \| \| \| \| |
|            | Metatrioza neotriozella                                                          |
|            |                                                                                  |
|            | Metatrioza pubescens                                                             |
|            |                                                                                  |